# Telemaco Signorini
Pour les articles homonymes, voir Signorini.
Telemaco Signorini né le 18 août 1835 à Florence et mort dans la même ville le 10 février 1901 est un peintre et graveur italien.
Il est rattaché au mouvement des Macchiaioli.

## Biographie
Telemaco Signorini commence son apprentissage près de son père, Giovanni, peintre à la cour du  grand-duc, et fréquente les cours de dessin  à l'Académie de beaux-arts de Florence.
Habitué du Caffè Michelangiolo, il se lie d'amitié avec Odoardo Borrani et Vincenzo Cabianca, avec lequel il peint souvent en plein air.
En 1856, il va à Venise où il réalise divers dessins des églises et de palais.
Protagoniste du groupe des Macchiaioli, il part en 1858 en Ligurie en recherche d'inspirations sur la luminosité dans ses tableaux, aboutit à des contrastes forts de taches noires et de zones claires, impressions immédiates de l'ombre et de la lumière, en abandonnant la touche fragmentée qui animait les esquisses de tableaux d’histoire. Il laissa une empreinte importante dans le village de Riomaggiore dans les Cinque Terre, où il vint pour la première fois en 1860. Il y peignit les habitants et le paysage. Un de ses chefs-d'œuvre Les Toits de Riomaggiore est conservé à la Galerie d'Art moderne de Florence.
En 1859, il participe aux événements militaires en partant pour le front en suivant les troupes des Garibaldi.
En 1861, il part à Paris et rencontre le peintre Corot, âgé. La même année, il rejoint Diego Martelli, Giuseppe Abbati et Tedesco[Qui ?] à Castiglioncello. En 1865, il aborde même un thème social, avec la peinture La Sala delle agitate al S. Bonifazio di Firenze.
Parmi ses élèves, on compte Giorgio Kienerk.

## Œuvres
- Intérieur de l'hôpital de Bonifacio à Florence avec figures féminines, 1865, huile sur toile, 66 × 60 cm, Venise, Ca' Pesaro[2].
- Jour venteux (Un jour venteux), vers 1868, huile sur toile, 19,7 × 51 cm, Turin, galerie municipale d'Art moderne et contemporain[3].
- Jardin près de Careggi, 1880, Florence, galerie d'Art moderne.
- Vue de la "Piazzetta" di Settignano, vers 1880, huile sur toile, Milan, Collection Stramezzi.
- Leith, 1881, huile sur toile, (45 × 42 cm), Florence, galerie d'Art moderne[4].
- La Prison de Portoferraio, 1888-1894, huile sur toile, (56 × 80 cm, Florence, galerie d'Art moderne[5].
- La Fin d'août à Pietramala (Pietra Mala), 1889-1892, huile sur toile, 58 × 64 cm, Florence, galerie d'Art moderne[6].

Dates non documentées
- Petite fille écrivant, huile sur bois, 26 × 14 cm, Florence, Collection Ojetti[7].

Peintures par Telemaco Signorini
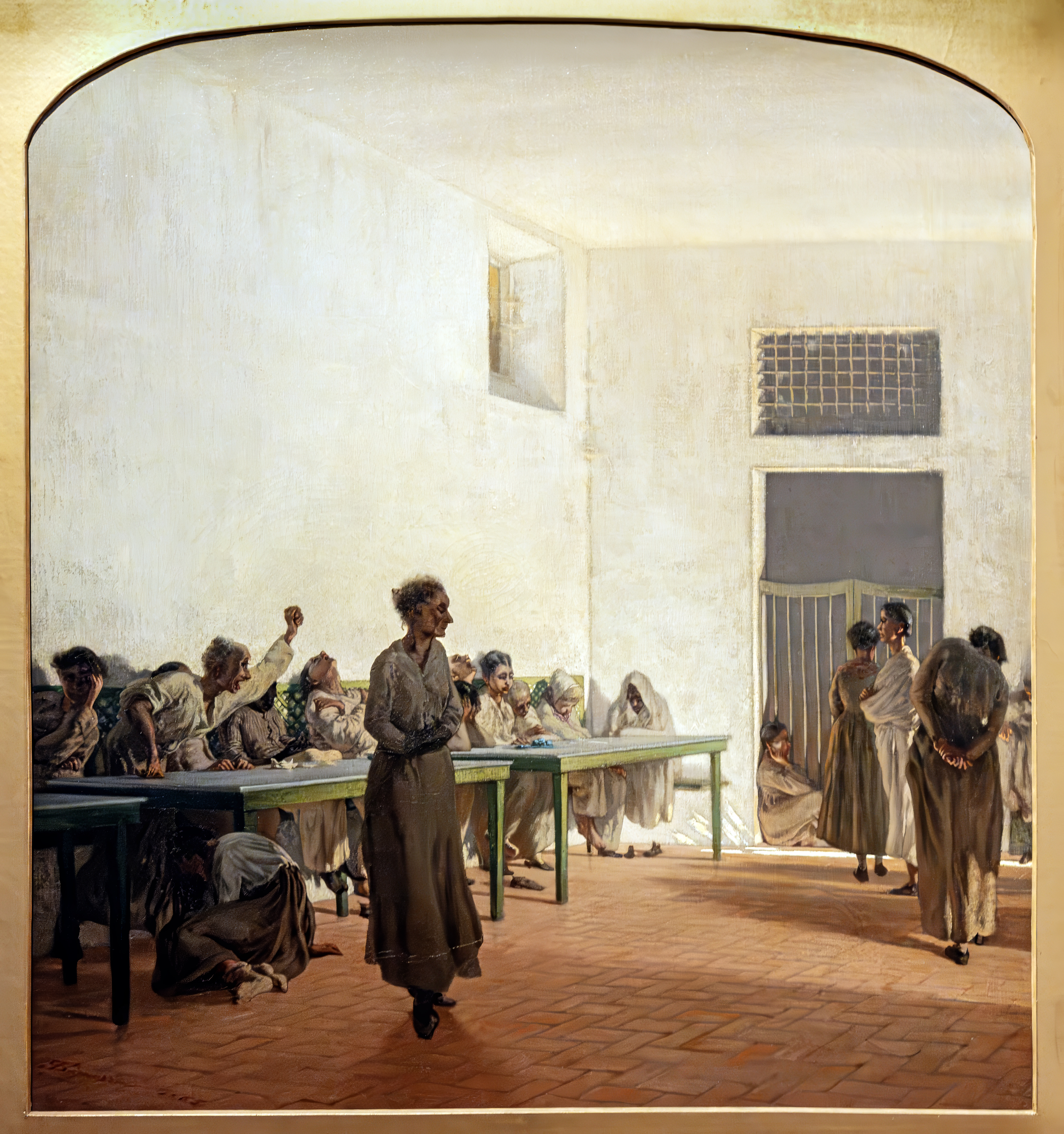
La Salle des agités de l'hospice San Bonifacio (1865),Venise, Ca' Pesaro.
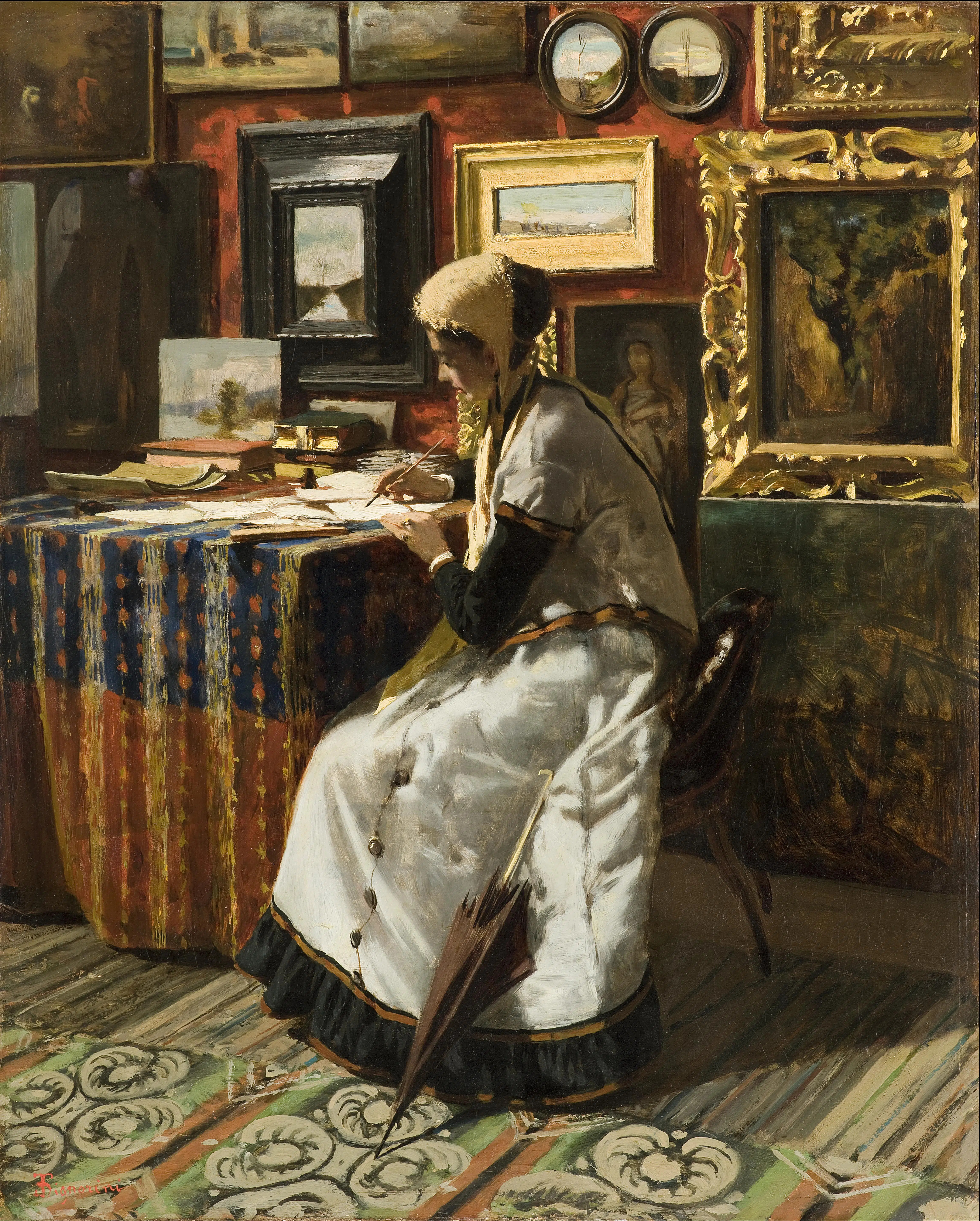
Ne pouvant attendre. La Lettre (1867), Milan, Gallerie di Piazza Scala.
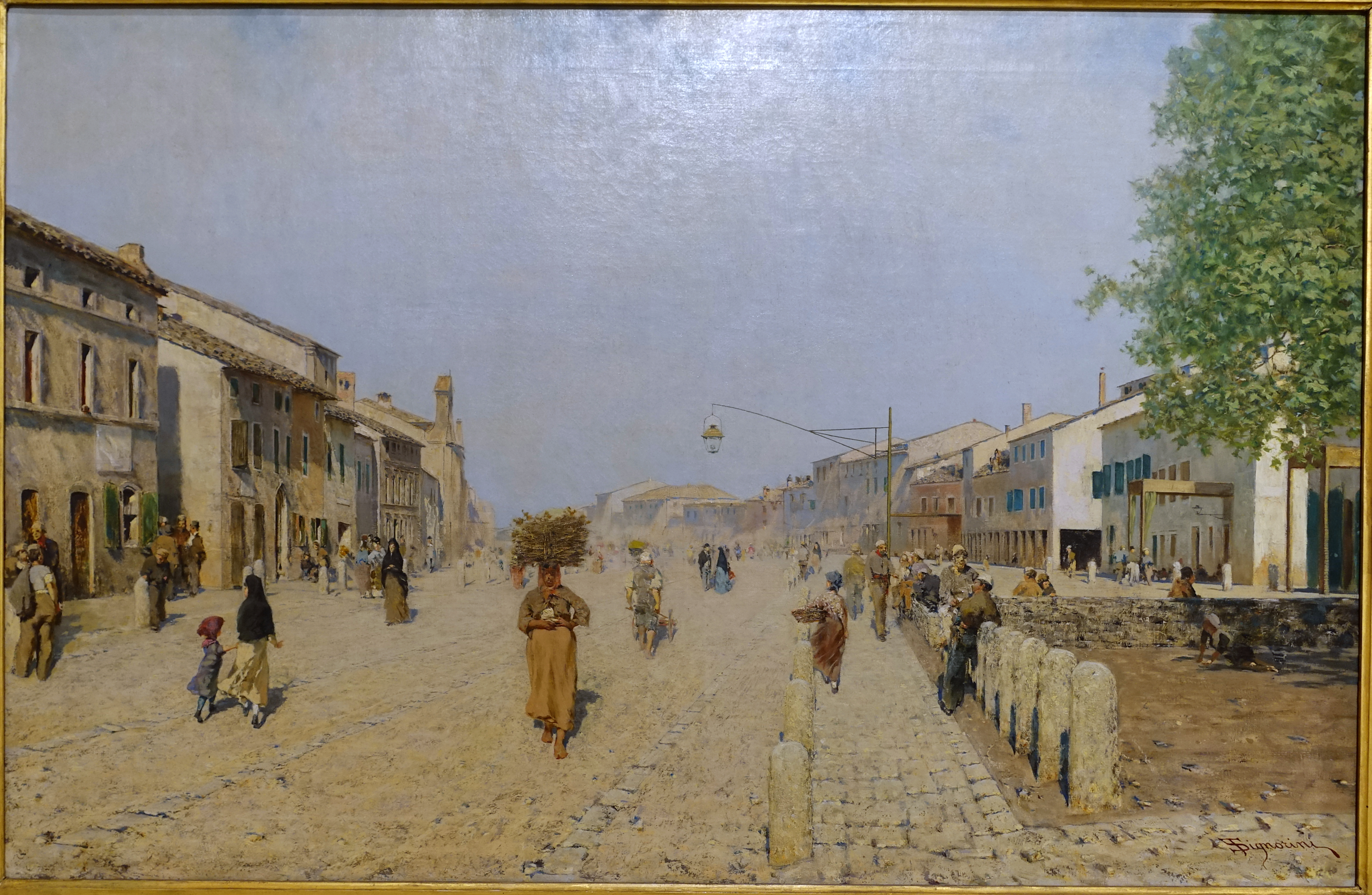
Port Adriana à Ravenne (1875), Rome, galerie nationale d'Art moderne et contemporain.
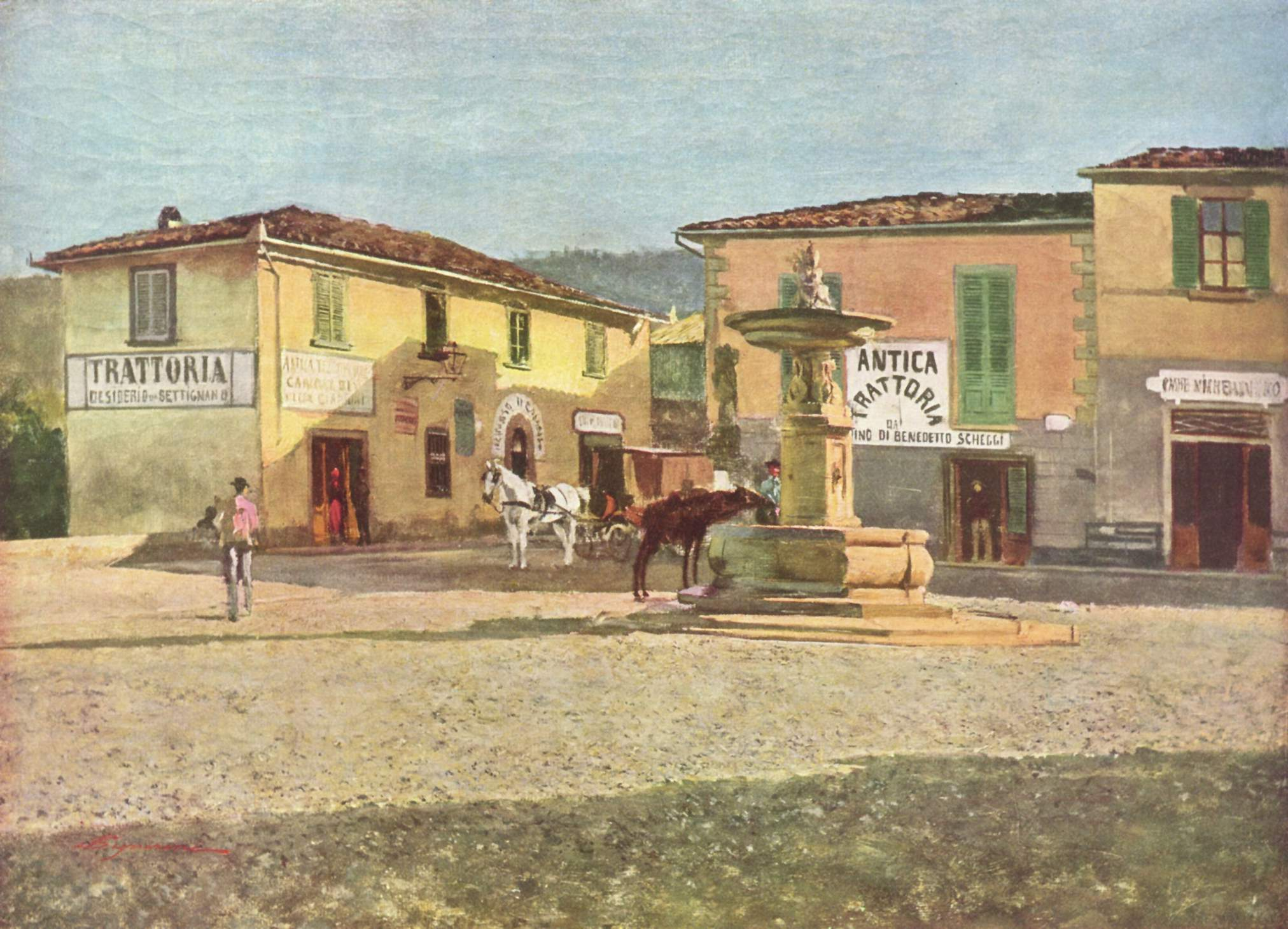
Vue de la "Piazzetta" de Settignano (vers 1880), Milan, Collection Stramezzi.
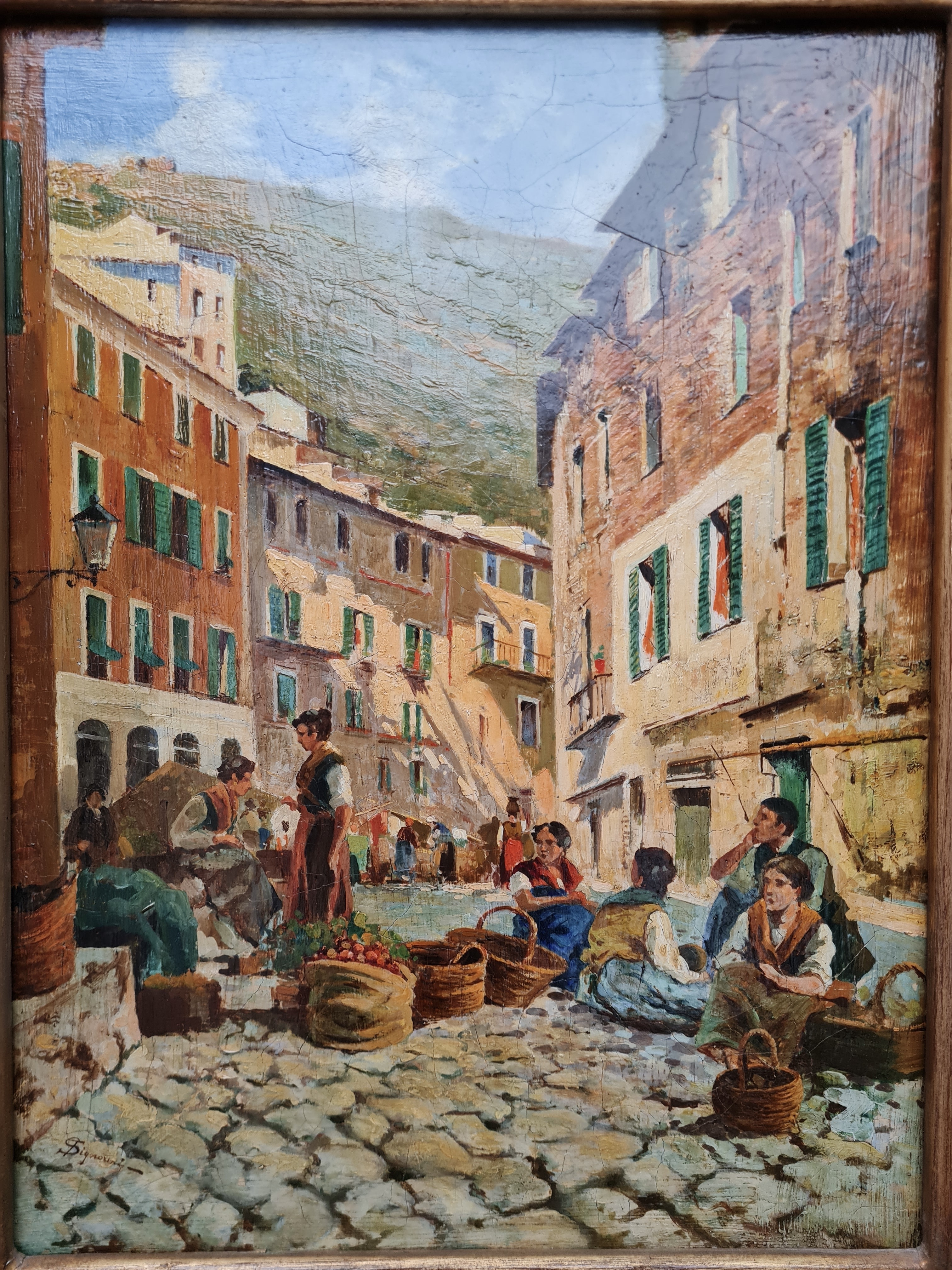
Un riposo à Riomaggiore (1892-94),Vienna.

Gravures par Telemaco Signorini
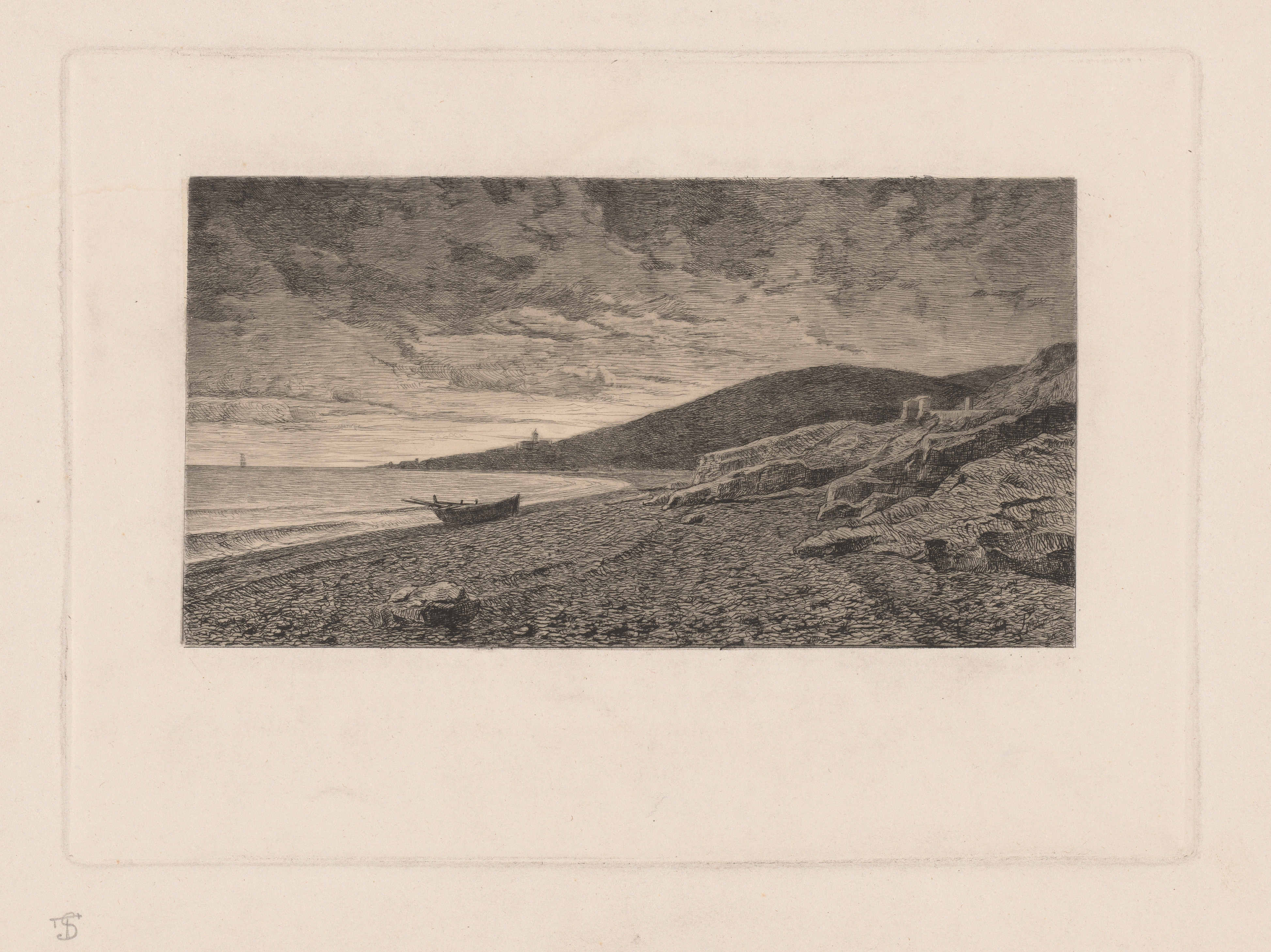
La Cote de l'île d'Elbe (vers 1870), eau-forte.
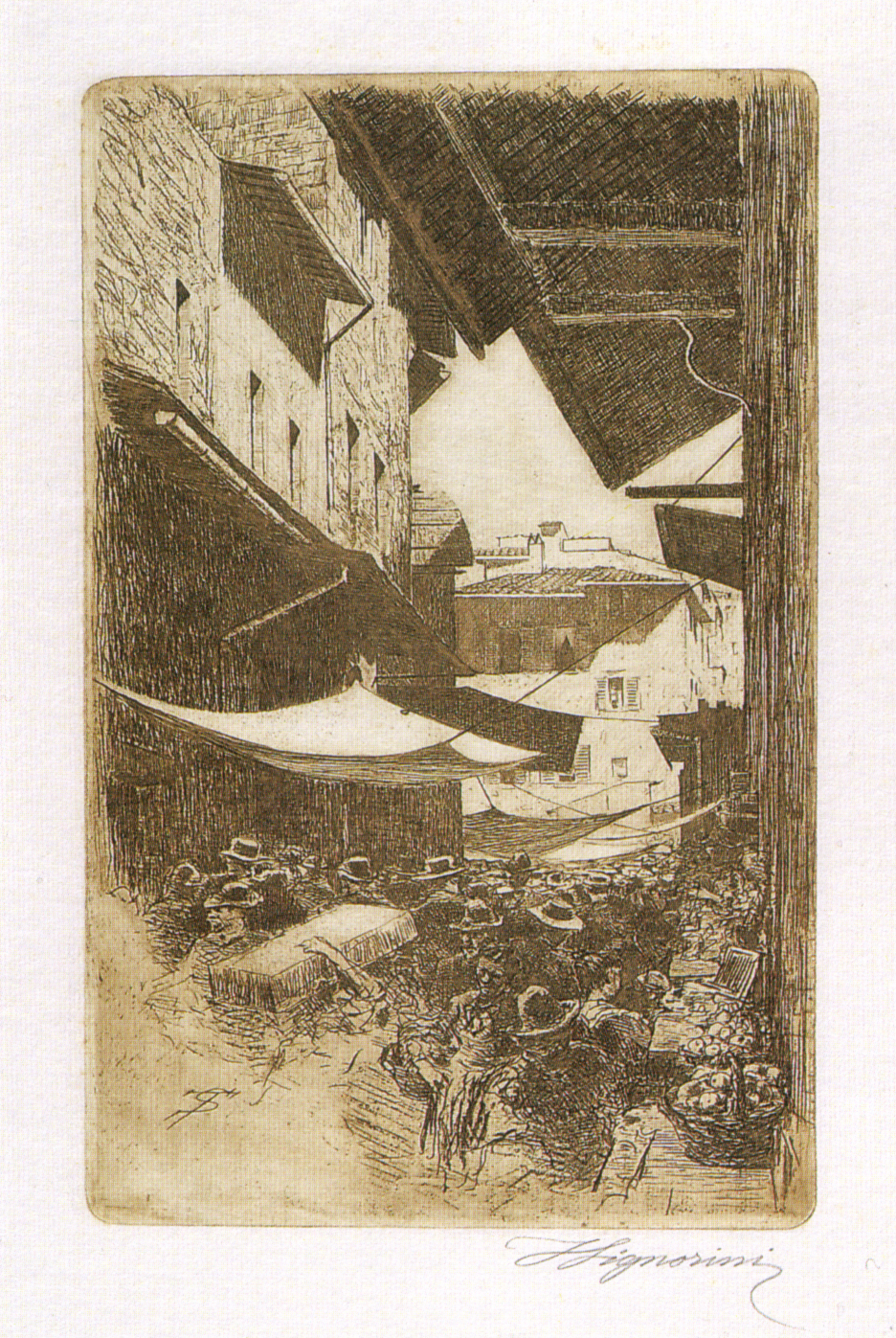
Via di Calimala (1874), eau-forte.
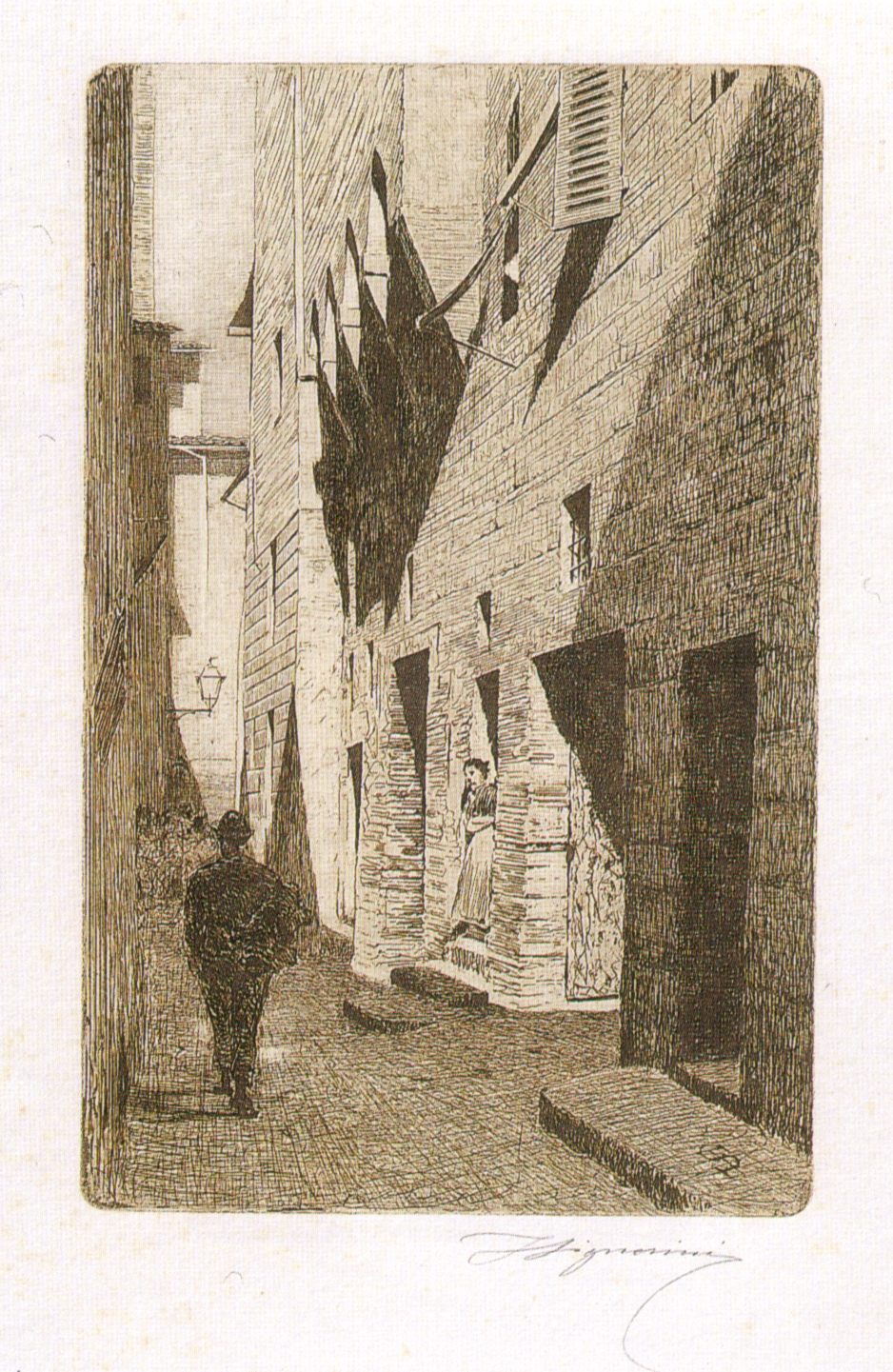
La Maison de Dante da Castiglione (1874), eau-forte.